# Luis Cubilla
Luis Cubilla (Paysandú, 1940. március 28. – Asunción, 2013. március 3.) válogatott uruguayi labdarúgó, csatár, edző.

## Pályafutása

### A válogatottban
1959 és 1974 között 38 alkalommal szerepelt az uruguayi válogatottban és 11 gólt szerzett. Három világbajnokságon vett részt 1962 és 1974 között.

## Sikerei, díjai

### Játékosként
Uruguay
- Világbajnokság
  - 4. helyezett: 1970, Mexikó

 Peñarol
- Uruguayi bajnokság
  - bajnok: 1958, 1959, 1960, 1961
- Libertadores-kupa
  - győztes: 1960, 1961
- Interkontinentális kupa
  - győztes: 1961

 FC Barcelona
- Spanyol kupa
  - győztes: 1963

 Nacional
- Uruguayi bajnokság
  - bajnok: 1969, 1970, 1971, 1972
- Libertadores-kupa
  - győztes: 1971
- Interkontinentális kupa
  - győztes: 1971

 Defensor Sporting
- Uruguayi bajnokság
  - bajnok: 1976

### Edzőként
Olimpia Asunción
- Paraguayi bajnokság
  - bajnok (10): 1978, 1979, 1980, 1982 1988, 1989, 1995, 1997, 1998, 1999
- Libertadores-kupa
  - győztes: 1979, 1990
- Interkontinentális kupa
  - győztes: 1979
- Nehru-kupa
  - győztes: 1990

 Peñarol
- Uruguayi bajnokság
  - bajnok: 1981